# Walter Oudney
Walter Oudney (1790– 12 de enero de 1824) fue un médico escocés, recordado por haber participado, junto a Dixon Denham y Hugh Clapperton en la primera travesía europea del desierto del Sahara de norte a sur, siendo los primeros occidentales que vieron el lago Chad.

## Biografía
Walter Oudney recibió en 1817 su doctorado de medicina en Edimburgo. Algunos años después fue nombrado por el gobierno británico como cónsul para la promoción del comercio con el reino de Bornu en el África subsahariana. A principios de 1822 salió de Trípoli con los exploradores Dixon Denham (1786-1828) y Hugh Clapperton (1788-1827), con la ayuda del cónsul británico en Trípoli, Hanmer Warrington, que consiguió el apoyo del bajá local. Llegaron a Bornu en febrero de 1823, convirtiéndose así en los primeros europeos que llevaron a cabo la travesía de norte a sur del desierto del Sahara.
Afectado por la enfermedad, Oudney murió en enero de 1824 en el poblado de Murmur, situada cerca de la ciudad de Katagum. En la expedición recogió plantas de la región, y después de su muerte, el botánico escocés Robert Brown (1773–1858) nombró el género botánico Oudneya de la familia Brassicaceae en su honor.
En 1826 se publicó, en dos volúmenes, Narrative of Travels and Discoveries in Northern and Central Africa in the years 1822, 1823, and 1824 [Narrativa de viajes y descubrimientos en el norte y centro de África en los años 1822, 1823 y 1824], que describe las hazañas africanas de Oudney, Denham y Clapperton.
- La abreviatura «Oudney» se emplea para indicar a Walter Oudney como autoridad en la descripción y clasificación científica de los vegetales.[3]